# Hallongrund (vid Panike, Korsholm)
Hallongrund är en ö i Finland. Den ligger i Norra kvarken och i kommunen Korsholm i den ekonomiska regionen  Vasa i landskapet Österbotten, i den västra delen av landet. Ön ligger omkring 35 kilometer nordväst om Vasa och omkring 400 kilometer nordväst om Helsingfors.
Öns area är 1,6 hektar och dess största längd är 180 meter i öst-västlig riktning.